# Poetikken
Aristoteles’ Poetikken (eller: Om Digtekunsten) er det tidligst kendte værk inden for litteraturteorien. De dele af værket, der er overlevet til i dag, omhandler primært tragedien og episk lyrik. En af Aristoteles’ mere berømte argumenter i værket er bl.a. tanken om, at fortællinger består af tre dele: en begyndelse, en midte og en slutning. Værket, der længe er blevet anset som et hovedværk i litteraturteorien, var længe gået tabt i den vestlige verden og i middelalderen og i den tidlige renæssance havde man i Europa således kun adgang til Poetikken i form af en oversættelse til latin fra en arabisk oversættelse skrevet af tænkeren Averroës. Fra 1500 fik Poetikken dog en stor indflydelse i europæisk kultur, da litterater og digtere lod sig inspirere af antikkens store forbilleder (bl.a. Homer) og her blev Aristoteles' idéer om god digtekunst forstået som værende "eviggyldige og indiskutable" på en så dominerende facon, at Poetikken kom til at indtage dominere litteraturteoretisk tænkning hele vejen frem til romantikken.
Bogen er en håndbog i digtekunsten. Aristoteles lægger vægt på poesiens håndværk; han observerer og analyserer poesien og dissekerer det til dets individuelle bestanddele. Aristoteles giver imidlertid ikke en rent teknisk instruktionsbog for digtekunsten, idet han lægger et stort fokus på historiske, beskrivende og fortolkende aspekter. Dette danner grundlag for en udlægning af, hvad der er skønt og hvad der ikke er skønt i Aristoteles’ opfattelse. Det meste af værket er gået tabt og den tilbageværende tekst er ikke engang 15.000 ord lang.
Der findes flere oversættelser til dansk, herunder en oversættelse af Niels Henningsen.

## Centrale begreber
Poetikken indeholder flere begreber, der stadig bruges i moderne litteratur- og filmvidenskab.
Anagnorisis opstår når en karakter i et værk indser en vigtig sandhed. Der er tale om et skift i bevidsthed fra uvidenhed til indsigt. Begrebet er tæt forbundet til begrebet ”peripeti.”
Hamartia (fejlgreb) er Aristoteles’ begreb for heltens fejlgreb/fejltagelse, der forårsager den tragiske katastrofe. For Aristoteles er det tragediens formål at vække frygt og medlidenhed og for at kunne opnå denne virkning, mener Aristoteles, at helten selv skal være årsag til dennes undergang, dvs. heltens undergang skal komme fra helten selv og ikke fra begivenheder i omstændighederne.
Katarsis handler om de følelser, som et værk kan fremkalde i læseren eller tilskueren. Kunsten kan ifølge Aristoteles således have en en terapeutisk effekt gennem det indtryk, den gør og de følelser, den vækker.
Mimesis handler om kunstens måde at efterligne virkeligheden.
Mythos handler om en fortællings opbygning.
Peripeti er et vendepunkt i en fortælling.